# Kabinet-De Gasperi VI
De zesde regering onder de christendemocratische premier Alcide De Gasperi, Gasperi VI, was in functie van 27 januari 1950 tot en met 19 juli 1951 (551 dagen). De regering bestond uit de partijen DC (christendemocraten), PSLI (sociaaldemocraten) en PRI (republikeinen). Qua coalitie was het enige verschil met het voorgaande kabinet dat de PLI er niet langer deel van uitmaakte.

## Kabinet–De Gasperi VI (1950–1951)
| Ambtsbekleder           | Ambtsbekleder         | Ambtsbekleder                     | Functie                              | Ambtstermijn     | Ambtstermijn     | Partij |
| ----------------------- | --------------------- | --------------------------------- | ------------------------------------ | ---------------- | ---------------- | ------ |
|                         | Alcide De Gasperi     | Alcide De Gasperi (1881–1954)     | Premier                              | 10 december 1945 | 17 augustus 1953 | DC     |
|                         | Giulio Andreotti      | Giulio Andreotti (1919–2013)      | Secretaris- generaal                 | 31 mei 1947      | 18 januari 1954  | DC     |
|                         | Mario Scelba          | Mario Scelba (1901–1991)          | Minister van Binnenlandse Zaken      | 2 februari 1947  | 15 juli 1953     | DC     |
|                         | Carlo Sforza          | Carlo Sforza (1872–1952)          | Minister van Buitenlandse Zaken      | 2 februari 1947  | 25 juli 1951     | O      |
|                         | Ezio Vanoni           | Ezio Vanoni (1903–1956)           | Minister van Financiën               | 24 mei 1948      | 18 januari 1954  | DC     |
|                         | Giuseppe Pella        | Giuseppe Pella (1902–1981)        | Minister van de Schatkist            | 24 mei 1948      | 25 juli 1951     | DC     |
| Minister van het Budget | Giuseppe Pella        | Giuseppe Pella (1902–1981)        | 18 januari 1954                      | 24 mei 1948      |                  | DC     |
|                         | Attilio Piccioni      | Attilio Piccioni (1892–1976)      | Minister van Justitie                | 30 januari 1950  | 25 juli 1951     | DC     |
|                         | Giuseppe Togni        | Giuseppe Togni (1903–1981)        | Minister van Economische Zaken       | 30 januari 1950  | 25 juli 1951     | DC     |
|                         | Randolfo Pacciardi    | Randolfo Pacciardi (1899–1991)    | Minister van Defensie                | 24 mei 1948      | 15 juli 1953     | PRI    |
|                         | Achille Marazza       | Achille Marazza (1894–1967)       | Minister van Arbeid en Sociale Zaken | 30 januari 1950  | 25 juli 1951     | DC     |
|                         | Ludovico D'Aragona    | Ludovico D'Aragona (1876–1961)    | Minister van Transport               | 30 januari 1950  | 5 april 1951     | PSDI   |
|                         | Pietro Campilli       | Pietro Campilli (1891–1974)       | Minister van Transport               | 5 april 1951     | 25 juli 1951     | DC     |
|                         | Salvatore Aldisio     | Salvatore Aldisio (1890–1964)     | Minister van Infrastructuur          | 30 januari 1950  | 15 juli 1953     | DC     |
|                         | Antonio Segni         | Antonio Segni (1891–1972)         | Minister van Landbouw                | 14 juli 1946     | 25 juli 1951     | DC     |
|                         | Giuseppe Spataro      | Giuseppe Spataro (1897–1979)      | Minister van Communicatie            | 30 januari 1950  | 25 juli 1951     | DC     |
|                         | Ivan Matteo Lombardo  | Ivan Matteo Lombardo (1902–1980)  | Minister voor Buitenlandse Handel    | 30 januari 1950  | 5 april 1951     | PSDI   |
|                         | Ugo La Malfa          | Ugo La Malfa (1903–1979)          | Minister voor Buitenlandse Handel    | 5 april 1951     | 15 juli 1953     | PRI    |
|                         | Alberto Simonini      | Alberto Simonini (1896–1960)      | Minister voor de Koopvaardij         | 24 mei 1948      | 5 april 1951     | PSDI   |
|                         | Raffaele Pio Petrilli | Raffaele Pio Petrilli (1892–1971) | Minister voor de Koopvaardij         | 5 april 1951     | 25 juli 1951     | DC     |
|                         | Pietro Campilli       | Pietro Campilli (1891–1974)       | Minister zonder portefeuille         | 30 januari 1950  | 5 april 1951     | DC     |
|                         | Ugo La Malfa          | Ugo La Malfa (1903–1979)          | Minister zonder portefeuille         | 30 januari 1950  | 5 april 1951     | PRI    |
|                         | Raffaele Pio Petrilli | Raffaele Pio Petrilli (1892–1971) | Minister zonder portefeuille         | 30 januari 1950  | 5 april 1951     | DC     |

De Gasperi II · De Gasperi III · De Gasperi IV · De Gasperi V · De Gasperi VI · De Gasperi VII · De Gasperi VIII · Pella · Fanfani I · Scelba · Segni I · Zoli · Fanfani II · Segni II · Tambroni · Fanfani III · Fanfani IV · Leone I · Moro I · Moro II · Moro III · Leone II · Rumor I · Rumor II · Rumor III · Colombo · Andreotti I · Andreotti II · Rumor IV · Rumor V · Moro IV · Moro V · Andreotti III · Andreotti IV · Andreotti V · Cossiga I · Cossiga II · Forlani · Spadolini I · Spadolini II · Fanfani V · Craxi I · Craxi II · Fanfani VI · Goria · De Mita · Andreotti VI · Andreotti VII · Amato I · Ciampi · Berlusconi I · Dini · Prodi I · D'Alema I · D'Alema II · Amato II · Berlusconi II · Berlusconi III · Prodi II · Berlusconi IV · Monti · Letta · Renzi · Gentiloni · Conte I · Conte II · Draghi · Meloni